# سرو سیرچ
سرو سیرچ یک اثر طبیعی ملی ایران است که در استان کرمان در ایران قرار دارد. این اثر طبیعی ملی طبق مصوبهٔ شمارهٔ ۵۴۷ در تاریخ ۱۳۸۲/۱۲/۲۷ در فهرست مناطق تحت حفاظت سازمان محیط زیست ایران قرار گرفت.